# NGC 4929
NGC 4929 (również PGC 45027) – galaktyka eliptyczna (E1), znajdująca się w gwiazdozbiorze Warkocza Bereniki. Odkrył ją Heinrich Louis d’Arrest 20 kwietnia 1865 roku.